# Отель де Невер (левый берег)
Отель де Невер (фр. Hôtel de Nevers), или особняк Неверов — парижская фамильная резиденция, строившаяся начиная с 1572 года по заказу герцога Неверского Лудовико Гонзага на левом берегу Сены в непосредственной близости от Нельской башни. Впоследствии особняк стал частью малого особняка Конти (фр. petit hôtel de Conti), а ещё позже был снесён.

## История
Особняк, фасад которого выходил на Луврский дворец, служил парижской резиденцией дома Гонзага-Неверов. Имя архитектора доподлинно неизвестно, однако проект приписывается либо Пьеру Леско, либо Батисту Андруэ Дюсерсо.

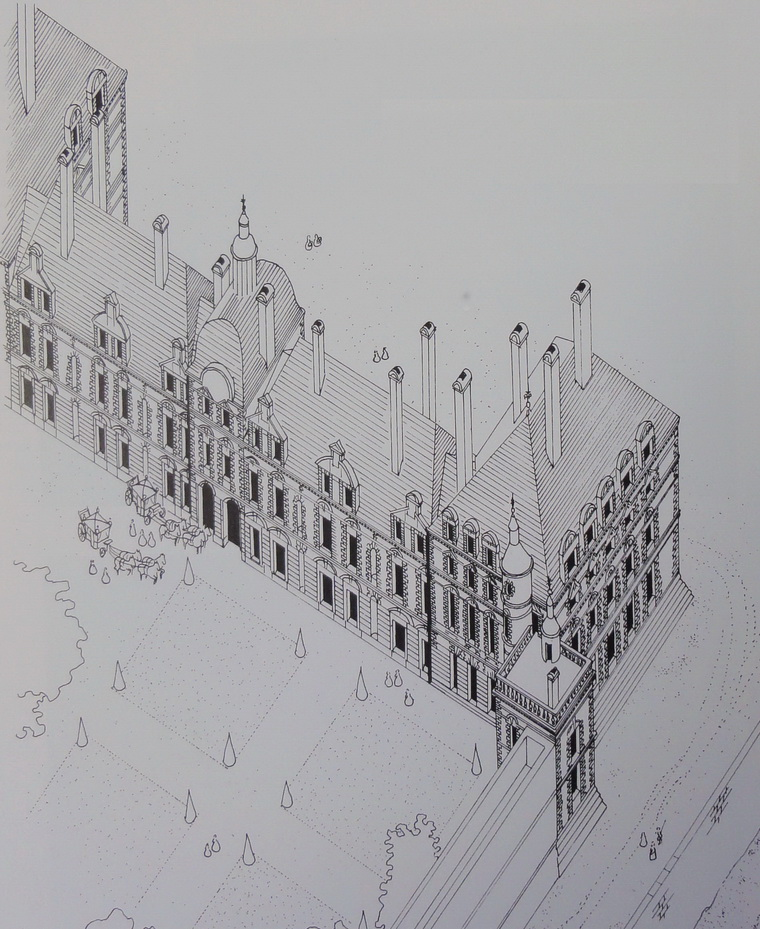
Отель де Невер (реконструкция по состоянию на начало XVII века)

Это было очень просторное сооружение с купольной башней в центре и огромными флигелями по краям. Обширный сад был по периметру обрамлён недостроенной галереей. Особняк был возведён у кромки Сены рядом с мостом Пон-Нёф, на участке возле Нельской башни, которую, по некоторым сведениям, герцог Невер купил в 1572 году. При строительстве особняка Неверов частично были использованы кирпичи, в большом количестве закупленные примерно в то же время для постройки королевского Шато де Шарлеваль (фр. Château de Charleval) в Верхней Нормандии.
Отель де Невер вызывал всеобщее восхищение из-за своей красоты, протяжённости и пышности. Одни современники той эпохи говаривали, что своды особняка такие же огромные и скучные, как своды терм Каракаллы в Риме, другие припоминали слова короля Генриха IV в адрес Лудовико Гонзага «…мой племянник, я приду к вам жить, когда вы закончите стройку…».
Поблизости от особняка Неверов располагался другой особняк, Отель де Бульон (фр. Hôtel de Bouillon), служивший парижской резиденцией князей Седана. Известен случай, когда два герцога, хозяева этих особняков, устроили банкетный конкурс, соперничая за право принять у себя посла короля Англии.
Очертания особняка Неверов, а также его полихромия во внешнем декоре, нашли впоследствии отражение в другом амбициозном проекте, осуществлённом уже сыном Лудовико Гонзага, Карлом. Этим проектом стала постройка города Шарлевиля, столицы суверенного княжества Арш. Комплекс зданий Герцогской площади в Шарлевиле является, в некоторой степени, архитектурным отражением парижского особняка Гонзага, разрушенного в XVII веке.